# Avesta lasarett

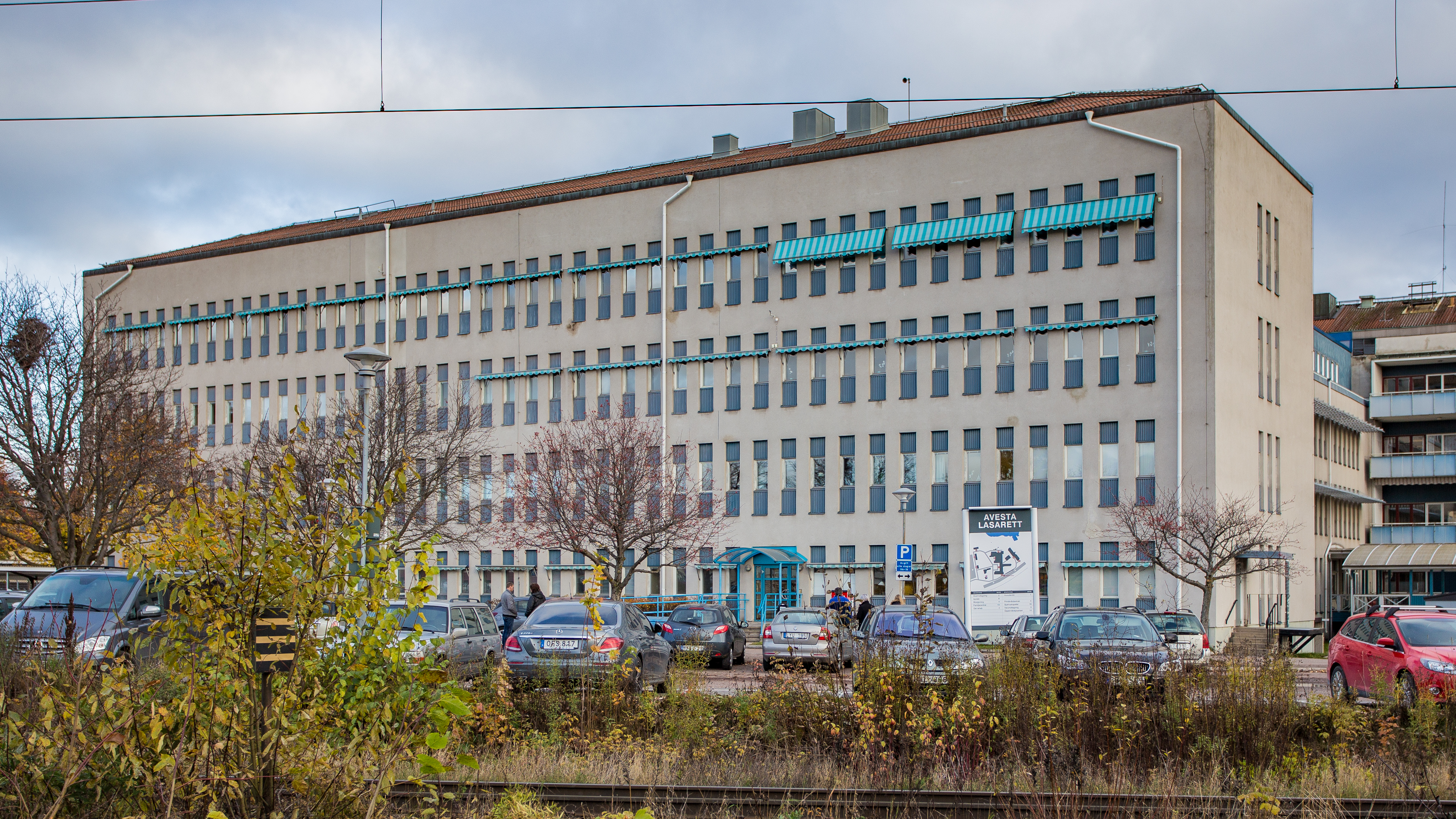
Avesta lasarett, huskropp 2, från väster.

Avesta lasarett är ett sjukhus i Avesta, Dalarnas län, uppfört 1922 efter ritningar av Hjalmar Cederström och Uno Borg på Cederströms och Borgs Arkitektbyrå i Södertälje. Sjukhuset ägs av Region Dalarna.

## Historik

### Bakgrund
Sjukvården i Avesta finns dokumenterad från 1690-talet, då staten bekostade en barberare (enklare fältskär), även om det är möjligt att kopparbruket höll sig med en barberare eller fältskär under egen regi. Under 1700- och 1800-talen fanns en fältskär i Avesta, medan apotek och läkare fanns i Hedemora.
År 1859 beslöt Avesta sockenstämma att ge bidrag till en läkartjänst för Folkare härad. År 1863 bildades Dalarnas läns landsting och Avesta fick då en provinsialläkare, som även betjänade Grytnäs socken. En provinsialläkare fanns också i By socken, där det även byggdes en sjukstuga i Västanhede 1906. I Krylbo upprättades en järnvägsläkare vid järnvägsstationen. Avesta socken, som även betjänade Grytnäs socken, fick med landstingsreformen en ordinarie provinsialläkare som kompletterades med en extra 1918. 1921 inrättades Krylbo provinsialläkardistrikt, där Folkärna och Grytnäs socknar ingick. Avestas ordinarie provinsialläkare flyttades dit, och istället fick staden en stadsläkare. I häradet fanns allt som allt år 1920 4 apotekare, 14 barnmorskor, 5 läkare, 5 sjuksköterskor, 1 sjukgymnast och 2 tandläkare.

### Lasarettet byggs och byggs ut
År 1915 beslutade landstinget att ett modernt sjukhus med 70 vårdplatser skulle uppföras i Avesta. Uppdraget gavs till Cederströms och Borgs Arkitektbyrå i Södertälje, vilka kom med ett förslag 1919. Markfrågan behövde dock lösas, och efter en dispyt med Avesta jernverk om placeringen kom lasarettet att uppföras på den nuvarande platsen i Lindsnäs. Även utformningen av lasarettet blev en tvistefråga. Ursprungligen skulle lasarettet byggas med paviljonger (fristående byggnader), med lasarettet i Östhammar som förlaga. Detta förkastades dock genast av byggnadskommitténs ordförande, tillika förste provinsialläkare, G. Windahl. Efter ett intimt samarbete mellan Cederströms och Borgs, byggnadskommittén och läkare ändrades därför planerna.

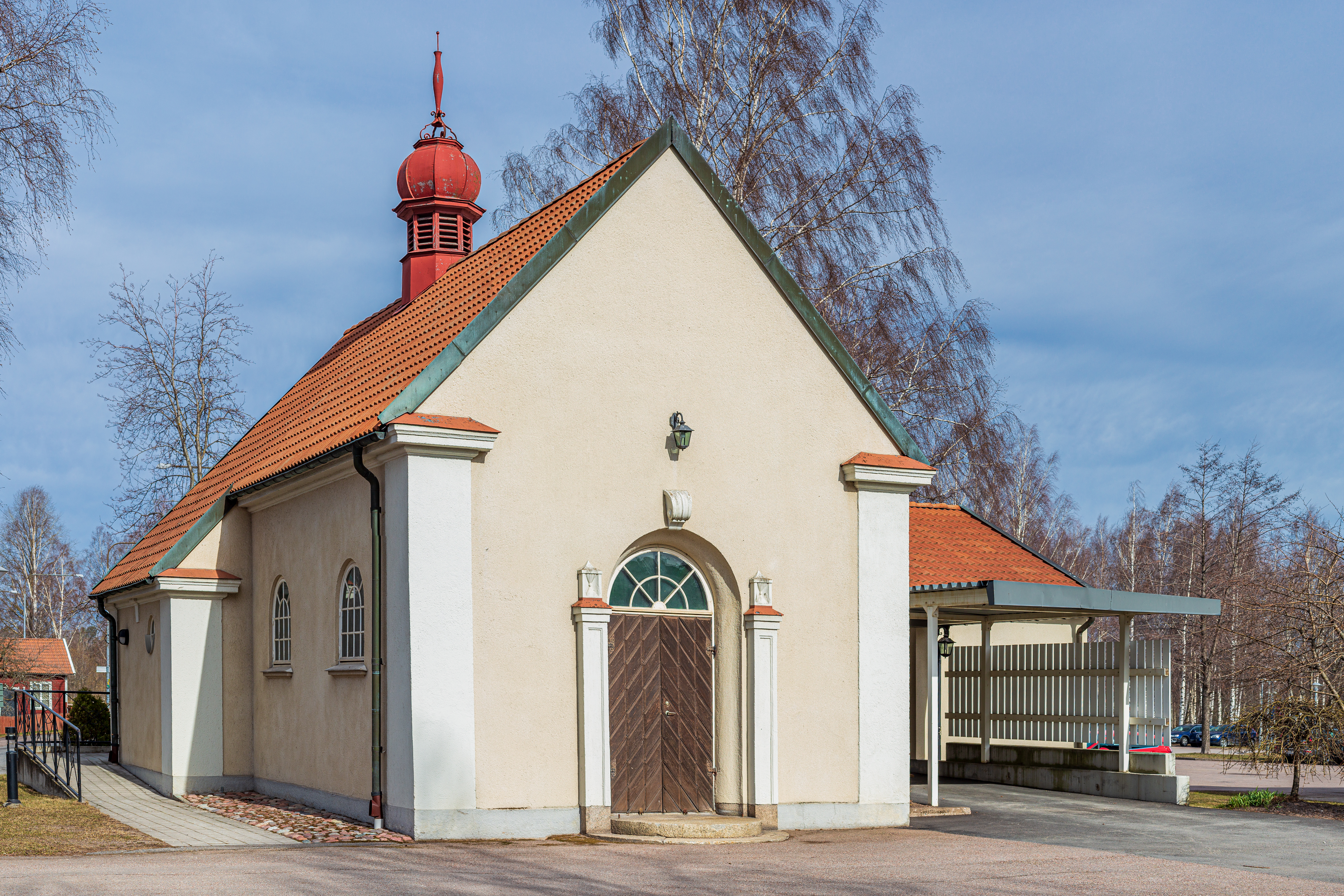
Lasarettets begravningskapell.

Den 8 juni 1922 invigdes lasarettet med körsång och tal, och strax efteråt begravningskapellet på lasarettsområdet, även detta ritat av Cederström och Borg.
Lasarettet har byggts ut och renoverats i omgångar. På 1930-talet skedde en stor utbyggnad, vilket medförde såväl fler vårdplatser som personalbostäder, vilka båda sedan utökades under de kommande decennierna. Löpande utbyggnader fram till 1950-talet gav bland annat en separat operationsavdelning, centralvärme och skyddsrum.
På ett landstingsmöte 1957 tillsattes en kommitté för att utröna behovet av slutenvård i länet, vilka kom med ett detaljerat förslag i september 1958. Efter godkännande från Medicinalstyrelsen 1959 påbörjades en stor renovering och utbyggnad av Avesta lasarett i januari 1960, vilken blev klar 1965 till en kostnad av cirka 10 miljoner kronor. Detta medförde bland annat helt utbyggda medicin-, kirurg- och röntgenavdelningar, liksom en ny medicinsk vårdavdelning och en ny långvårdsavdelning.En brist på sjuksköterskor gjorde dock att de nya avdelningarna inte kunde tas i bruk på en gång.

Ombyggnad av huvudentré 2020.

2018 påbörjades ett treårigt byggprojekt som bland annat innefattade en ny huvudentré, brandlarmsystem, centralt kylsystem, elsystem inklusive reservkraft och en ombyggnad av medicinavdelning 3. Bygget av den nya huvudentrén påbörjades 2019 och i september 2020 kunde den invigas.

## Lasarettet i modern tid

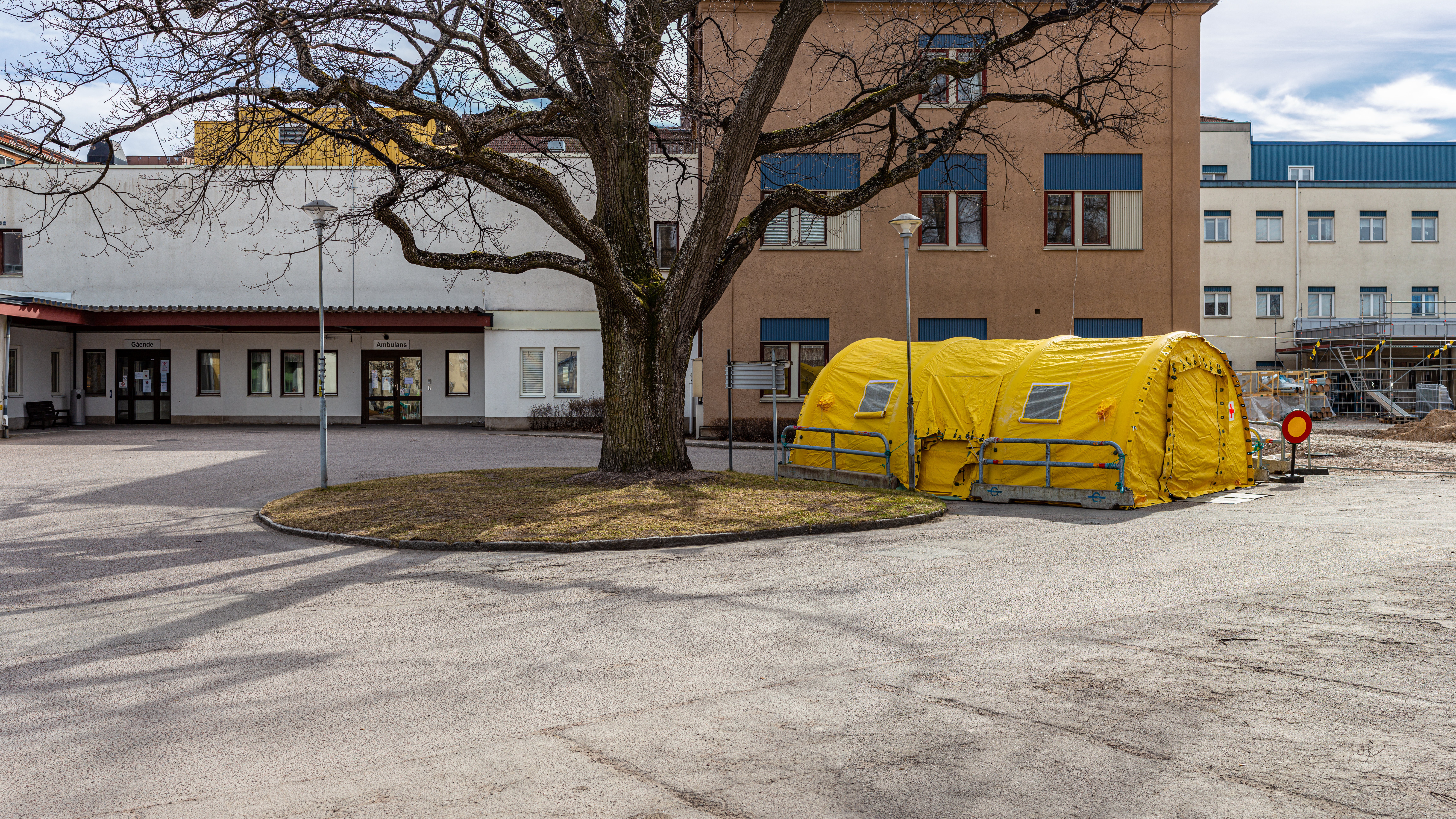
Lasarettets akutmottagning, till vänster. I samband med Coronavirusutbrottet 2020–2021 i Sverige sattes ett provtagningstält upp, där patienterna testas innan de får komma in på mottagningen.

År 2020 består Avesta lasarett av följande avdelningar, samt tre ambulanser, varav två har dygnsbemanning och en dagtid måndag till fredag.
- Akutmottagning
- Akutvårdsavdelning
- Barn- och ungdomspsykiatrimottagning
- Bild- och funktionsmedicin
- Blodcentral
- Dialysmottagning
- Dietistenhet
- Geriatrik och Rehabilitering (avd. 10)
- Geriatrik och Rehabilitering Öppenvård
- Habilitering
- Hudbehandling
- Jourmottagning
- Klinisk kemi
- Medicin (avd. 3)
- Medicinmottagning
- Palliativt team
- Primärvårdsrehabilitering
- Psykiatrimottagning
- Samtalsmottagning barn och unga
- Sömnlaboratorium
- Vårdcentral
- Ögonmottagning